# Symphyogynopsis filicum
Symphyogynopsis filicum là một loài rêu trong họ Pallaviciniaceae. Loài này được (Nadeaud) Grolle mô tả khoa học đầu tiên năm 1986.